# Мания (Marvel Comics)
Мания (англ. Mania), также известный как Веном (англ. Venom) и Маньяк (англ. Maniac) — персонаж американских комиксов издательства Marvel Comics, созданный сценаристом Дэниэлом Уэем и художником Франсиско Эррерой и дебютировавший в комиксе Venom #1 (июнь 2003). Принадлежит к расе инопланетных паразитических существ, известных как симбиоты. Самым известным носителем симбиота была молодая девушка по имени Андреа «Энди» Бэнтон (англ. Andrea «Andi» Benton).
В отличие от других представителей его расы Мания является не потомком другого симбиота, а его клоном. Он появился на свет в результате научного эксперимента Ararat Corporation над отрезанным языком Венома. Несмотря на попытки учёных подобрать для него подходящего носителя, Мания убил всех людей, с которыми когда-либо сливался, до тех пор, пока его самого не поглотил Веном. В дальнейшем, когда носитель его прародителя Флэш Томпсон на какое-то время стал Анти-Веномом, Мания объединился со школьницей Андреа Бэнтон, а Флэш стал её наставником. Сама девушка также являлась носителем мистического клейма под названием «Адская метка». Их союз прервал преступник Ли Прайс (англ. Lee Price), который основал недолговечную криминальную империю, но, в конечном итоге, был остановлен Человеком-пауком, Чёрной кошкой и Флэшем Томпсоном.

## Вне комиксов

### Телевидение
- Мания появляется в финальном эпизоде мультсериала «Человек-паук» (2017), где её озвучила Карла Джеффри. Здесь она является старшей сестрой Венома и творением Налла[9].

### Видеоигры
- Энди Бэнтон / Мания и Ли Прайс / Маньяк появляются в игре Spider-Man Unlimited (2014).
- Энди Бэнтон / Молчание — игровой персонаж в Marvel: Future Fight (2015).

## Критика
В 2018 году Мания занял 14-место среди «лучших симбиотов» по версии ComicBook.com. В 2022 году WhatCulture поместил Манию на 8-е место среди «8 самых могущественных симбиотов».